# Johann G. Stintzing
Johann Georg Stintzing (* 9. März 1739 in Obernbreit; † 12. Januar 1818 in Rendsburg) war ein deutscher Kaufmann und Reeder.

## Leben
Johann Georg Stintzing zog Anfang der 1760er Jahre von seiner unterfränkischen Heimat in die holsteinische Stadt Rendsburg. Nachdem er dort 1763 das Bürgerrecht erworben hatte, gründete er in Rendsburg zunächst einen Weinhandel. Im Jahr 1769 erweiterte er seine kaufmännischen Aktivitäten um eine Woll- und Leinenfabrik, die er zusammen mit zwei Geschäftspartnern betrieb und die bald 120 Mitarbeiter beschäftigte. Zudem war er zunächst Partner, dann Alleineigentümer eines Handelshauses, das eine Spedition sowie eine Schiffsagentur betrieb, bald zudem erweitert um eine Reederei. „Die Reederei [...] war die erste größere und für etliche Jahre auch die größte Reederei in Rendsburg. Ihre Schiffe befuhren neben der Nord- und Ostsee auch das Mittelmeer.“ Von der Reederei wurden namentlich spanische und nordafrikanische Häfen angelaufen. Die Reederei baute 1809 auch eine eigene Werft an der Eider bei Rendsburg. Das Kontorgebäude der Handelsfirma Stintzing befand sich am Schloßplatz 11, es wurde 2017 abgerissen und durch einen Neubau ersetzt. Zwei weitere von Stintzing erbaute und bis heute erhaltene Häuser befinden sich am Altstädter Markt.

## Familie
Johann Georg Stintzing heiratete am 10. März 1769 in Rendsburg Maria Frahm. Stintzing baute nördlich von Rendsburg ein kleines Gut, den nach seiner Frau benannten Marienhof, der bis in die Gegenwart besteht.
Aus der Ehe stammen elf Kinder, darunter:
- Johann Valentin Stintzing (1777–1833), Kaufmann und Handelsherr in der Firma Stintzing & Bütefisch, seit 1802 Handelskommissar der Batavischen Republik, ab 1809 Holländischer Konsul in Rendsburg
- Maria Amalie Henrica Stintzing (1787–1859), Heirat am 22. Dezember 1808 in Kiel mit dem dänischen Oberst Justus Alexander von Stricker (1775–1841)
- Johann Wilhelm Stintzing (1789–1859), Oberarzt am Städtischen Klinikum Altona

Der Rechtsprofessor Roderich von Stintzing (1825–1883) ist ein Enkel von Johann Georg Stintzing, der Mediziner Roderich Stintzing (1854–1933) und der Jurist Wolfgang Stintzing (1856–1921) sind Urenkel.